# Tjaouti
Tjaouti est un ancien fonctionnaire égyptien qui a vécu à la fin de la VIIIe dynastie. Il est connu par un certain nombre de sources qui prouvent qu'il était un personnage important du nome des Deux Divinités en Haute-Égypte. Cependant, les sources sont souvent brisées et la figure de Tjaouti reste donc énigmatique. 

## Attestations
Les principales attestations de Tjaouti, qui ne portent pas exactement le même nom mais qui sont souvent associées au même personnage, sont les suivantes :
- les fragments d'une fausse porte trouvés près d'Ioushenshen ; le haut fonctionnaire est nommé Tjaouti-Tjaï[2],
- trois inscriptions rupestres au ouadi Hammamat (nos 147, 149 et 152) avec la mention d'Idy dans une ou peut-être deux d'entre elles, ; sur ces inscriptions, le haut fonctionnaire est nommé Tjaout-iqer[3],
- une inscription rupestre au Gebel Tjaouti (no 6) ; sur cette inscription, le haut fonctionnaire est nommé simplement Tjaouti[4].

### Fausse porte d'Ioushenshen
Sur cette fausse porte, Tjaouti-Tjaï porte les titres de « directeur du Sud » et de « Celui qui remplit le cœur du roi », le premier montrant l'étendu de son pouvoir et le second son lien privilégié avec le roi lui-même.

### Inscriptions du ouadi Hammamat
Les trois inscriptions du Ouadi Hammamat relatent l'envoi d'expéditions pour aller chercher les ressources naturelles du Ouadi ; le commanditaire de ces expéditions, qui ne mentionne pas le roi et semble agir de son propre chef, est « l'aimé du dieu, le prince héréditaire, le prêtre-lecteur, l'ami unique, le directeur du Sud et directeur des prêtres de Min, Tjaout-iqer ». 
La première inscription (no 152) est commanditée par un certain Idy, qui semble être le même que celui de la suivante, fils bien connu de Shemay, mais à un stade plus précoce de sa carrière  :

« L'année de la première fois (du compte), le troisième mois de  Chémou, le deuxième jour, venue de l'ami unique, le directeur du gros bétail, Idi, pour faire descendre de la pierre pour l'aimé du dieu, le prince héréditaire, le prêtre-lecteur, l'ami unique, le directeur du Sud et directeur des prêtres de Min, Tjaout-iqer. J'ai extrait pour lui un bloc de 12 coudées avec 200 hommes et 2 taureaux ; 50 chèvres et 5 pots remplis de graisse animale ont été amenés pour moi. »

La deuxième inscription (no 149) est donc également commandité par Idy :

« Le quatrième mois de Chémou, le troisième jour, venue du trésorier du roi de Basse-Égypte, l'ami unique, le contrôleur des prêtres, le détenteur du secret du trésor du Dieu, Idy, pour faire descendre de la pierre pour l'aimé du dieu, le prince héréditaire, le prêtre-lecteur, l'ami unique, le directeur du Sud et directeur des prêtres de Min, Tjaout-iqer. J'ai extrait pour lui deux blocs chacun (mesurant) 10 coudées de long sur 8 coudées de large. »

Enfin, la troisième (no 147) est commandité par Héqeq au beau nom Néféri :

« Le quatrième mois de Chémou, le troisième jour, venue du trésorier du roi de Basse-Égypte, l'attaché de l'État à Nekhen, l'aîné de la cour de justice, le directeur de tous les ordres de la Résidence, Héqeq au beau nom Néféri. J'ai extrait deux blocs pour l'aimé du dieu, le prince héréditaire, le prêtre-lecteur, l'ami unique, le directeur du Sud et directeur des prêtres de Min, Tjaout-iqer. »

### Inscription du Gebel Tjaouti
L'inscription (no 6) du Gebel Tjaouti (le rocher est nommé d'après Tjaouti) est commandité par « Le père du dieu, l'aimé du dieu, le prince héréditaire, le directeur du Sud, Tjaouti » et rapporte l'ouverture d'une route au travers du désert :

« [Le père du dieu], l'aimé [du dieu], le prince héréditaire, le directeur du Sud, Tjaouti, [dit] : [J'ai] fait ceci pour traverser ce gebel, que le dirigeant d'un autre nome a fermé, j'ai combattu ce nome. Je [...]. »

## Chronologie et identification
Les inscriptions de Tjaout-iqer au Ouadi Hammamat ont été datées de la fin de la VIIIe dynastie, plus précisément de l'époque du roi Ity et un peu antérieure à celle du roi Néferkaouhor, pour plusieurs raisons :
- Idy, fils de Shemay, est nommé dans a minima l'inscription no 149 ; or, ces deux personnages sont clairement associés à la fin de la VIIIe dynastie par les décrets dits de Coptos qui mentionnent le roi Néferkaouhor[10] et par la tombe de Shemay qui mentionne, outre le roi Néferkaouhor, le roi Néferirkarê II[11],
- une autre inscription no 150 à la phraséologie voisine mentionne un certain Shemay, dont les titres semblent correspondre au même Shemay précédemment mentionné mais à un stade antérieur de sa carrière[12],
- la phraséologie employée rappelle l'inscription no 169 se rapportant à une expédition commanditée par le roi de la VIIIe dynastie Ity[13].

À l'inverse, la datation de l'inscription du Gebel Tjaouti est sujette à plus de débats : en effet, elle a été datée de la même époque que Tjaout-iqer et renvoyée au même personnage, soit un peu avant la toute fin de la VIIIe dynastie ; elle a également été datée de l'époque d'Antef Ier du tout début de la XIe dynastie car une inscription rupestre voisine (no 7 du Gebel Tjaouti) mentionne des combats pour le contrôle de la même route, ce qui fait dire à John C. Darnell que ces deux inscriptions seraient contemporaines. Si la distance chronologique entre la fin de la VIIIe dynastie et le début de la XIe dynastie est relativement faible, elle est tout de même suffisante pour séparer ces deux époques ; ainsi, si la théorie de John C. Darnell est vraie, alors l'identification de Tjaouti avec Tjaout-iqer est impossible.